# 丹尼生 (澳大利亞國會選區)
丹尼生選區（英語：Division of Denison）是澳大利亞塔斯馬尼亞州的下議院選區，位於州的東南部，以州府霍巴特為中心。面積288平方公里。塔州立法會設有同名選區，並與其範圍一致。
選區始於1903年。選區名紀念州督威廉·丹尼生。本區是工黨和自由黨競爭的選區，但工黨的鄧肯·克爾自1987年連選連任。2010年大選中，獨立人士安德魯·威爾基從克爾手上贏得議席。

## 另見
- 澳大利亞聯邦下議院選舉分區